# Dillion Harper
Dillion Harper, née le 27 septembre 1991 à Jupiter, en Floride (États-Unis), est une actrice de films pornographiques américaine.

## Biographie
Elle commence le porno à 20 ans en parallèle avec des études pour devenir hygiéniste dentaire. Elle fera plusieurs castings.
Elle commence dans l'industrie des films pour adultes en 2012. Elle travaille pour BangBros, Mofos, Naughty America, Reality Kings ou encore Brazzers et tourne avec des acteurs pornos comme Johnny Sins ou encore Alan Stafford. Elle a également travaillé en tant que modèle pour de la lingerie. Elle travaille avec des actrices renommées comme Lexi Belle (Dreamin' and Creamin' ) ou encore Ava Addams.
En novembre 2013, elle fait la couverture de Hustler magazine.

## Physique
Elle est principalement connue dans le milieu pour son physique de jeune fille et pour sa beauté naturelle.
Elle mesure 1,65 mètre pour environ 52 kg. Elle fait 90D de tour de poitrine et elle chausse du 38. Elle est brune, de type caucasien. Ses yeux sont de couleur marron.

## Orientation sexuelle
Elle est hétérosexuelle mais on peut la voir de temps à autre dans des scènes en compagnie d'autres femmes.

## Filmographie sélective
- 2012 : Big Dick for a Cutie
- 2012 : Brazzers Christmas Party
- 2012 : She is So Cute 4
- 2013 : Sexual Healing
- 2013 : Couples Bang the Babysitter
- 2013 : Young and Glamorous 5
- 2014 : Les Secrets d'Ève
- 2014 :  Brand New Girls
- 2014 : Father Figure
- 2014 : Milf Banged
- 2014 : These Things We Do
- 2014 : Mother-Daughter Exchange Club 34
- 2015 : Brandi's Girls
- 2015 : We Live Together 37
- 2015 : We Live Together 42
- 2016 : Babes Illustrated: She Loves Big Boobs
- 2016 : Lesbian Strap-on Bosses
- 2017 : Lesbian Workout Stories: Going Hard
- 2017 : IT Girl
- 2018 : Lesbian Workout Stories
- 2018 : She Caught Me

## Distinctions
Nominations
- 2014 : AVN Award pour Best Group Sex Scene
- 2014 : XRCO Awards pour New Starlet et Cream Dream
- 2014 : XBIZ Award pour Best New Starlet.